# レモンポップ
レモンポップ（欧字名:Lemon Pop、2018年2月15日 - ）は、日本の競走馬・種牡馬。
主な勝ち鞍は2023年のフェブラリーステークス、2023年・2024年のマイルチャンピオンシップ南部杯連覇、チャンピオンズカップ連覇、2024年のさきたま杯。
馬名の意味は、レモンスカッシュ。2023年・2024年のJRA賞最優秀ダートホースである。

## 戦績

### 2歳・3歳（2020年・2021年）
2020年11月7日、東京競馬場6レースの2歳新馬戦（ダート1300m）で、鞍上戸崎圭太にてデビューし勝利。3週間後のカトレアステークスで2連勝でのオープン戦初勝利を挙げたが、成長過程による脚部不安のため長期休養に入った。
2021年12月12日の夙川特別（2勝クラス）で約1年ぶりにレースに復帰。鞍上もクリスチャン・デムーロに乗り替わりとなったが、2着に敗北した。

### 4歳（2022年）
シーズン初戦・1月5日の4歳以上2勝クラスでもクリスチャン・デムーロが引き続き手綱を取ったが、再び2着に敗北。このレースの後は戸崎圭太が鞍上に復帰した。同月30日の4歳以上2勝クラスで約1年2か月ぶりの勝利を収めると、次走の3勝クラス・鎌倉ステークスも勝利しオープン入り。5月28日の欅ステークスを勝利後、放牧に出る。帰厩し10月30日のペルセウスステークスも勝利し連勝を飾った、ダート1400m戦を4連勝。その後、11月12日に重賞初挑戦となる武蔵野ステークスに出走、1番人気となるもギルデッドミラーの2着に入り4歳シーズンを終えた。

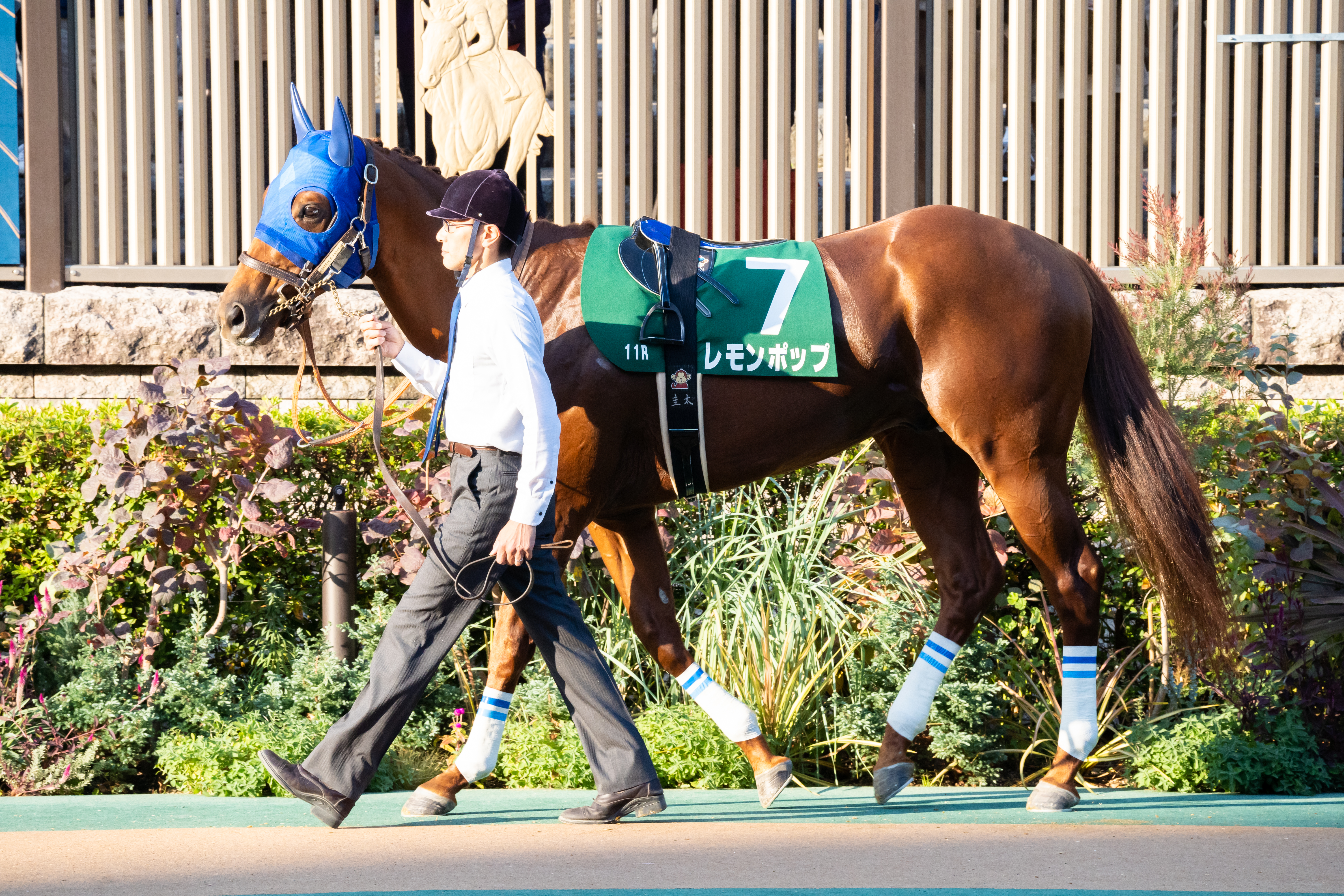
武蔵野Sパドック

### 5歳（2023年）
1月29日の東京競馬場・根岸ステークスより始動。道中は前の4頭を見る位置でレースを進め、直線コースに入ると抜群の手応えで馬なりで先頭に立ち、最後は追い込んだギルデッドミラーを半馬身差振り切り念願の重賞初勝利を飾った。
そして、2023年2月8日に、管理する田中博康調教師は、2月19日に東京競馬場で行われるフェブラリーステークスに坂井瑠星騎手とのコンビで出走することを表明した。田中博康調教師は「前走（根岸ステークス）はきつい競馬をしましたが、先週回復につとめて疲労感は抜けました」と話している。2月19日、予定通りフェブラリーステークスに出走。まずまずのスタートを決めて道中は好位を追走し、直線で馬群から抜け出して先頭に立つと、後ろから追い込んできたレッドルゼルを寄せ付けず、最終的にこれに1と1/2馬身差をつけて優勝。前走の根岸ステークスに続いての重賞連勝でGI初挑戦・初制覇を飾った。
フェブラリーステークス後、田中博康厩舎の調教助手・田端誠は「一生懸命に走る子なので、さすがに肉体的にも精神的にも疲れていますね」と、静養に努めた。それでも、田端調教助手は「短期間で2回続けてキツいレースをしましたし、一生懸命走る子なので。カイバはしっかり食べていますし、食欲は落ちていませんが、気持ちはだいぶ高ぶっています」とも述べている。今後は、3月25日にメイダン競馬場で行われるドバイゴールデンシャヒーンに出走登録しているが、田端調教助手は馬の状態を見て最終決定する事とし、「この馬はうちらが思っている以上のスーパーホース。まだまだ先が楽しみ」と述べている。

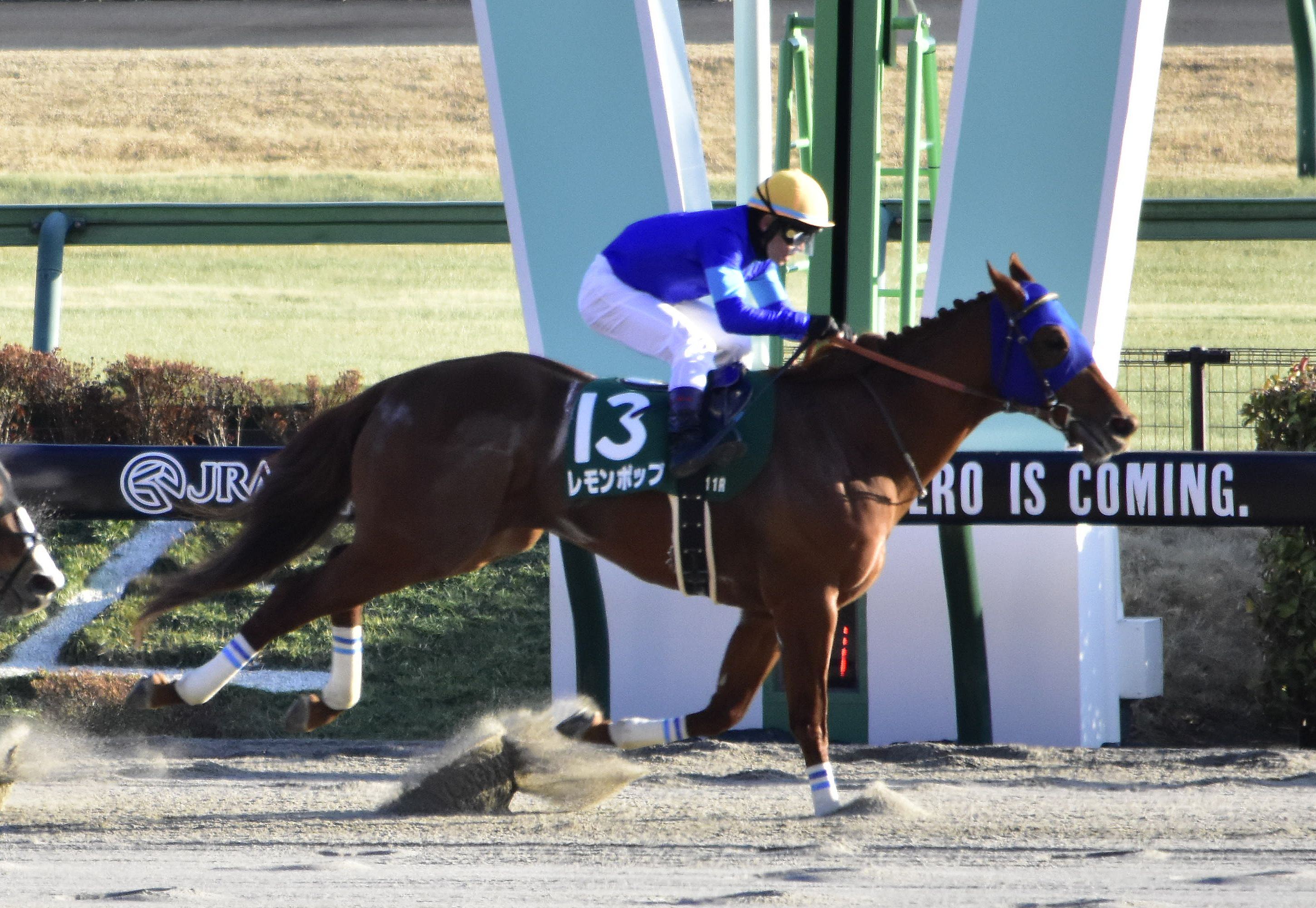
根岸S優勝時
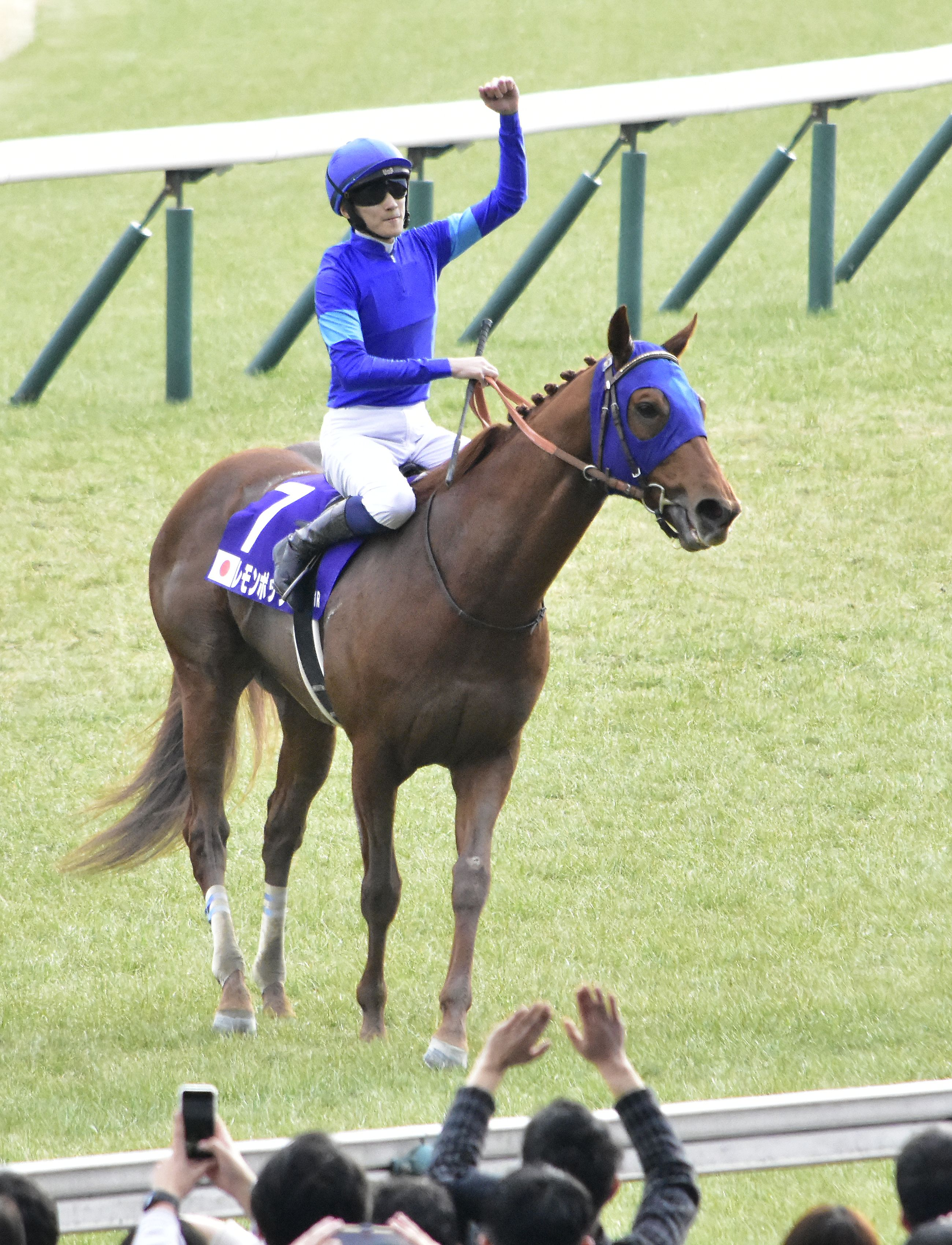
フェブラリーS優勝時
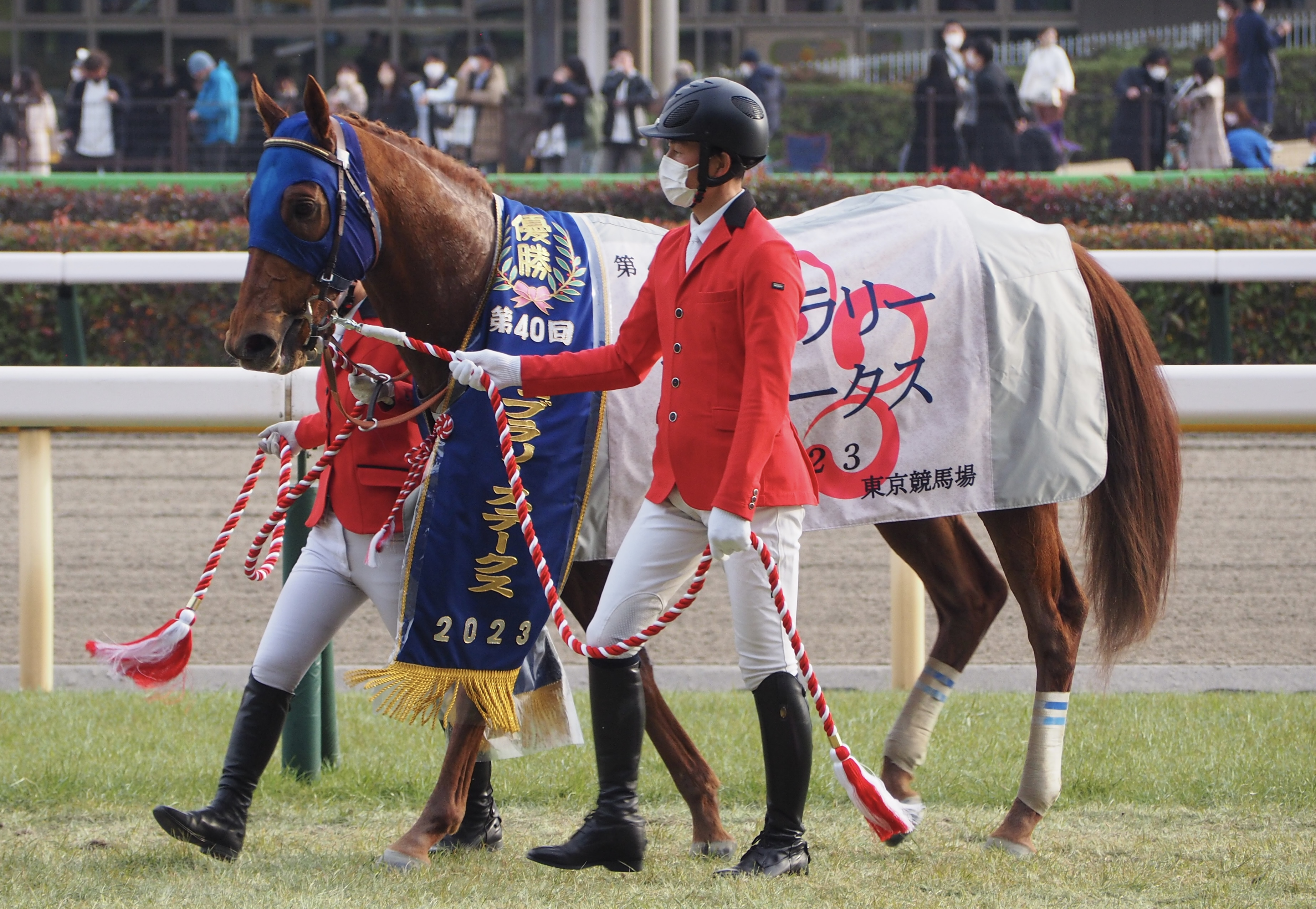
フェブラリーS、優勝レイ着用時

3月25日、予定通りドバイゴールデンシャヒーンに出走。単勝2.7倍の1番人気に支持されたが、まさかの10着に沈みデビューからの連対記録も止まった。田中調教師は「初の1200メートルで厳しい流れになってしまった。世界の一線級相手のペースに戸惑っていた。促しながらで脚がたまるところがなかった。1200メートルが駄目かどうかはもう一度よく考える必要はあるが、今日に限っては戸惑っていた。想像以上に世界は厳しかった。今後、休ませることは決まっています。仕切り直して、さらに強く成長したレモンポップを見せたい」と語った。その後は秋まで休養し、10月9日のマイルチャンピオンシップ南部杯でレースに復帰。自然な流れでハナに立つと、後続を寄せ付けることなく独走。最後は2着イグナイターに2秒もの差をつけ、同レース史上初となる大差勝ちで国内復帰戦を飾った。続く12月3日G1チャンピオンズカップでは1番人気に支持され大外枠、初距離も関係なく逃げ切りでG1･3勝目をマークした。フェブラリーステークスとチャンピオンズカップの同年優勝は2017年ゴールドドリーム以来6年ぶり4頭目の快挙で、2023年度のJRA賞最優秀ダートホースに選出された。

### 6歳（2024年）
2月24日、2度目の海外挑戦となるサウジカップに出走。3番人気に推され、中団インで流れに乗りながらも早々に手応えが悪くなって無抵抗のまま12着に沈んだ。鞍上の坂井は「コンディションは良かったと思うし、この馬のリズムで走ることができたと思う。ただタフなレースになっていつもの走りができなかった」とコメントする一方、田中博調教師は「3コーナー手前から手が動いていたあたり、距離うんぬんの問題ではない」とキッパリ。「競馬でナーバスな面が出ている。気持ちや使っている条件を見直す必要があるのかもしれません」と海外遠征に対してメンタル面を含めた抜本的な再検証を示唆した。サウジからの帰国初戦は本年からJpn1に昇格したさきたま杯となった。道中は2番手につけると、3コーナー付近では早くも先頭に立ち、直線でも後続を寄せ付けずに2馬身差の快勝。初めての小回りコースも難なく制しG1・4勝目（交流G1・2勝）を挙げた。
10月14日、予定通り連覇が懸かっているマイルチャンピオンシップ南部杯へ出走、断然の1番人気に推される。スタートからハナに立つが、本年のフェブラリーステークス覇者ペプチドナイルと完全なマッチレースになる。迫るペプチドナイルを残り1ハロンで振り切っての逃げ切り優勝。史上7頭目の連覇を達成。　
11月14日、12月1日に行われるチャンピオンズカップを持って現役を引退し、北海道日高町のダーレー・ジャパン・スタリオンコンプレックスで種牡馬入りすることが発表された。また、チャンピオンカップ終了後に引退式を行うことも11月17日に発表された。
12月1日、引退レースとなったチャンピオンズカップでは道中先頭でレースを運び、ゴール前ウィルソンテソーロに差されそうになるもハナ差粘ってG1・6勝目（中央G1・3勝目）を挙げ、ジャパンカップダート時代のトランセンド以来史上2頭目となるチャンピオンズカップ連覇を達成した。海外2戦のみ着外であったが国内では連対率100%、出走したG1全勝で有終の美を飾った。レース後には予定通り引退式が行われ、馬主であるゴドルフィンの福田洋行オーナー、田中博康調教師、坂井瑠星騎手、穂苅寿彦助手、田端誠厩務員が参列し花束を受け取った。レース当日に引退式を行った馬のG1勝利は史上6頭目である。そして、12月6日付けでJRAの競走馬登録を抹消された。
12月6日に美浦トレーニングセンターを退厩し、田中調教師は「最後のチャンピオンズCは直線坂下まで無言で見ていたけど、坂を上ったくらいで涙が出た。そこから声も出た。『がんばれ！』って。涙が出たのはジョッキー時代も含めて初めて。勝ったのが分かったのは、検量室まで下りてから。ホワイトボードに（写真判定で）「2、8」の順で書かれているのを見て、涙が止まらなかった。今、思い出しても泣きそうです。大きなチャレンジに打ち勝ったレモンポップを見て、感動したなかで、自分がこんなに弱気で申し訳なかったなと。〝ポッピー〟には本当に『お疲れさま』と『ありがとう』ですね。ダートで1400、1600、1800メートルとGⅠ（級）を勝った馬もいないでしょうし、種牡馬としても大きいと思います」」と話している。2025年からはダーレージャパン・スタリオンコンプレックスで種牡馬となって、早ければ、レモンポップ産駒は2028年の初夏にデビューすることになっている。

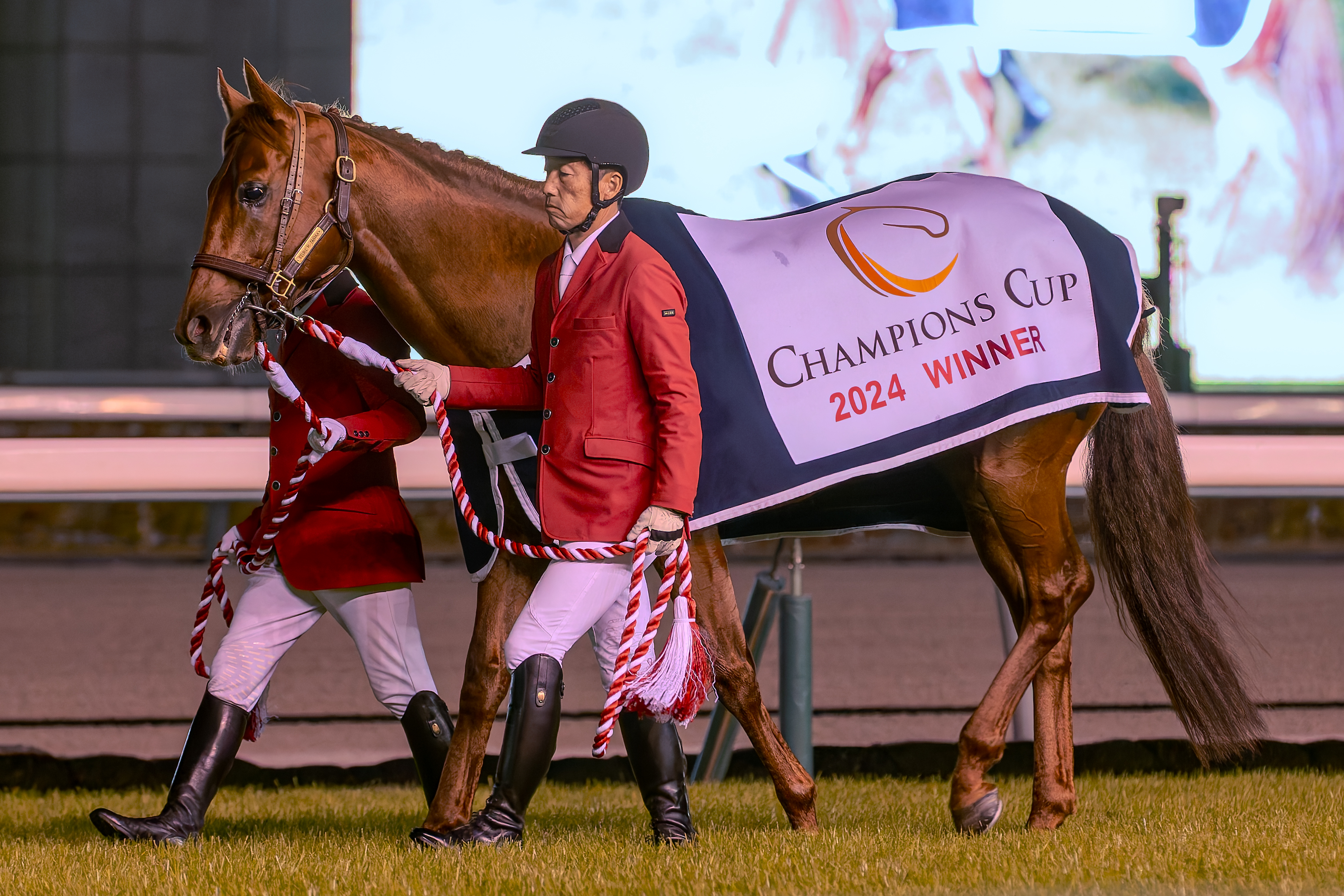
引退式

## 競走成績
以下の内容は、JBISサーチ、netkeiba.com、エミレーツ競馬協会およびTotal Performance Dataの情報に基づく。
| 競走日     | 競馬場   | 競走名          | 格   | 距離（馬場）  | 頭 数 | 枠 番 | 馬 番 | オッズ （人気） | 着順 | タイム （上り3F） | 着差  | 騎手        | 斤量 [kg] | 1着馬（2着馬）         | 馬体重 [kg] |
| ---------- | -------- | --------------- | ---- | ------------- | ----- | ----- | ----- | --------------- | ---- | ----------------- | ----- | ----------- | --------- | ---------------------- | ----------- |
| 2020.11.07 | 東京     | 2歳新馬         |      | ダ1300m（良） | 14    | 6     | 10    | 001.70（1人）   | 01着 | R1:18.2（35.6）   | -0.5  | 0戸崎圭太   | 55        | （サトノムスタング）   | 508         |
| 0000.11.28 | 東京     | カトレアS       | OP   | ダ1600m（良） | 11    | 1     | 1     | 002.40（2人）   | 01着 | R1:36.4（36.8）   | -0.3  | 0戸崎圭太   | 55        | （タケルペガサス）     | 506         |
| 2021.12.12 | 阪神     | 夙川特別        | 2勝  | ダ1400m（良） | 16    | 2     | 3     | 002.20（1人）   | 02着 | R1:24.2（36.6）   | -0.2  | 0C.デムーロ | 56        | ケイアイドリー         | 514         |
| 2022.01.05 | 中京     | 4歳上2勝クラス  |      | ダ1400m（良） | 16    | 8     | 15    | 001.60（1人）   | 02着 | R1:24.0（37.1）   | -0.2  | 0C.デムーロ | 56        | トーセンアラン         | 512         |
| 0000.01.30 | 東京     | 4歳上2勝クラス  |      | ダ1400m（良） | 16    | 3     | 6     | 001.50（1人）   | 01着 | R1:24.6（35.3）   | -0.5  | 0戸崎圭太   | 56        | （ノーリス）           | 510         |
| 0000.04.24 | 東京     | 鎌倉S           | 3勝  | ダ1400m（稍） | 16    | 4     | 8     | 001.40（1人）   | 01着 | R1:22.8（35.4）   | -1.0  | 0戸崎圭太   | 57        | （ファシネートゼット） | 518         |
| 0000.05.28 | 東京     | 欅S             | OP   | ダ1400m（稍） | 16    | 4     | 8     | 001.60（1人）   | 01着 | R1:22.9（34.6）   | -0.4  | 0戸崎圭太   | 56        | （タガノビューティー） | 514         |
| 0000.10.30 | 東京     | ペルセウスS     | OP   | ダ1400m（良） | 16    | 7     | 13    | 001.40（1人）   | 01着 | R1:22.7（35.3）   | -0.7  | 0戸崎圭太   | 57        | （タイセイサムソン）   | 518         |
| 0000.11.12 | 東京     | 武蔵野S         | GIII | ダ1600m（良） | 16    | 4     | 7     | 001.70（1人）   | 02着 | R1:35.6（35.0）   | -0.0  | 0戸崎圭太   | 56        | ギルデッドミラー       | 518         |
| 2023.01.29 | 東京     | 根岸S           | GIII | ダ1400m（良） | 16    | 7     | 13    | 001.60（1人）   | 01着 | R1:22.5（35.5）   | -0.1  | 0戸崎圭太   | 57        | （ギルデッドミラー）   | 522         |
| 0000.02.19 | 東京     | フェブラリーS   | GI   | ダ1600m（良） | 16    | 4     | 7     | 002.20（1人）   | 01着 | R1:35.6（36.3）   | -0.2  | 0坂井瑠星   | 58        | （レッドルゼル）       | 518         |
| 0000.03.25 | メイダン | ドバイGS        | G1   | ダ1200m（Fs） | 14    | 6     | 5     | 002.70（1人）   | 10着 | R1:11.77（36.93） | -1.08 | 0坂井瑠星   | 57        | Sibelius               | 計不        |
| 0000.10.09 | 盛岡     | MCS南部杯       | JpnI | ダ1600m（稍） | 14    | 3     | 3     | 001.50（1人）   | 01着 | R1:33.8（34.7）   | -2.0  | 0坂井瑠星   | 57        | （イグナイター）       | 517         |
| 0000.12.03 | 中京     | チャンピオンズC | GI   | ダ1800m（良） | 15    | 8     | 15    | 003.80（1人）   | 01着 | R1:50.6（37.3）   | -0.2  | 0坂井瑠星   | 58        | （ウィルソンテソーロ） | 514         |
| 2024.02.24 | KAA      | サウジC         | GI   | ダ1800m（良） | 14    |       | 7     | 005.40（3人）   | 12着 | R1:53.1           |       | 0坂井瑠星   | 57.1      | Senor Buscador         | 計不        |
| 0000.06.19 | 浦和     | さきたま杯      | JpnI | ダ1400m（重） | 12    | 6     | 7     | 001.20（1人）   | 01着 | R1:26.7（39.6）   | -0.4  | 0坂井瑠星   | 57        | （イグナイター）       | 522         |
| 0000.10.14 | 盛岡     | MCS南部杯       | JpnI | ダ1600m（良） | 15    | 1     | 1     | 001.10（1人）   | 01着 | R1:35.9（36.6）   | -0.1  | 0坂井瑠星   | 57        | （ペプチドナイル）     | 514         |
| 0000.12.01 | 中京     | チャンピオンズC | GI   | ダ1800m（良） | 16    | 1     | 2     | 002.20（1人）   | 01着 | R1:50.1（36.9）   | -0.0  | 0坂井瑠星   | 58        | （ウィルソンテソーロ） | 516         |

- 海外の競走の「枠番」欄にはゲート番を記載

## 血統表
| レモンポップの血統          | レモンポップの血統                                          | レモンポップの血統                                          | （血統表の出典）                                            | （血統表の出典） |
| 父系                        | ミスタープロスペクター系                                    | ミスタープロスペクター系                                    | ミスタープロスペクター系                                    |                  |
| 父 Lemon Drop Kid 1996 鹿毛 | 父の父Kingmambo 1990 鹿毛                                   | Mr. Prospector                                              | Raise a Native                                              | Raise a Native   |
| 父 Lemon Drop Kid 1996 鹿毛 | 父の父Kingmambo 1990 鹿毛                                   | Mr. Prospector                                              | Gold Digger                                                 |                  |
| 父 Lemon Drop Kid 1996 鹿毛 | 父の父Kingmambo 1990 鹿毛                                   | Miesque                                                     | Nureyev                                                     | Nureyev          |
| 父 Lemon Drop Kid 1996 鹿毛 | 父の父Kingmambo 1990 鹿毛                                   | Miesque                                                     | Pasadoble                                                   |                  |
| 父 Lemon Drop Kid 1996 鹿毛 | 父の母Charming Lassie 1987 黒鹿毛                           | Seattle Slew                                                | Bold Reasoning                                              | Bold Reasoning   |
| 父 Lemon Drop Kid 1996 鹿毛 | 父の母Charming Lassie 1987 黒鹿毛                           | Seattle Slew                                                | My Charmer                                                  |                  |
| 父 Lemon Drop Kid 1996 鹿毛 | 父の母Charming Lassie 1987 黒鹿毛                           | Lassie Dear                                                 | Buckpasser                                                  | Buckpasser       |
| 父 Lemon Drop Kid 1996 鹿毛 | 父の母Charming Lassie 1987 黒鹿毛                           | Lassie Dear                                                 | Gay Missile                                                 |                  |
| 母 Unreachable 2009 鹿毛    | 母の父Giant's Causeway 1997 栗毛                            | Storm Cat                                                   | Storm Bird                                                  | Storm Bird       |
| 母 Unreachable 2009 鹿毛    | 母の父Giant's Causeway 1997 栗毛                            | Storm Cat                                                   | Terlingua                                                   |                  |
| 母 Unreachable 2009 鹿毛    | 母の父Giant's Causeway 1997 栗毛                            | Mariah's Storm                                              | Rahy                                                        | Rahy             |
| 母 Unreachable 2009 鹿毛    | 母の父Giant's Causeway 1997 栗毛                            | Mariah's Storm                                              | イメンス                                                    |                  |
| 母 Unreachable 2009 鹿毛    | 母の母Harpia 1994 鹿毛                                      | Danzig                                                      | Northern Dancer                                             | Northern Dancer  |
| 母 Unreachable 2009 鹿毛    | 母の母Harpia 1994 鹿毛                                      | Danzig                                                      | Pas de Nom                                                  |                  |
| 母 Unreachable 2009 鹿毛    | 母の母Harpia 1994 鹿毛                                      | Razyana                                                     | His Majesty                                                 | His Majesty      |
| 母 Unreachable 2009 鹿毛    | 母の母Harpia 1994 鹿毛                                      | Razyana                                                     | Spring Adieu                                                |                  |
| 母系(F-No.)                 | (FN:2-d)                                                    | (FN:2-d)                                                    | (FN:2-d)                                                    |                  |
| 5代内の近親交配             | Northern Dancer：5×5×4 Buckpasser：4×5 Natalma：5×5（母内） | Northern Dancer：5×5×4 Buckpasser：4×5 Natalma：5×5（母内） | Northern Dancer：5×5×4 Buckpasser：4×5 Natalma：5×5（母内） |                  |
| 出典                        | 1.                                                          | 1.                                                          | 1.                                                          | 1.               |

- 祖母Harpiaの全兄にデインヒル、4代母Spring Adieuの半兄にNorthern Dancerがいる。そのほかの近親はアルマームード#おもな牝系図を参照。